# Alvorada do Norte
Alvorada do Norte é um município brasileiro do interior do estado de Goiás. Sua população estimada em 2017 era de 8.645 habitantes.
É banhado pelo rio Corrente e o mesmo faz divisa com o município de Simolândia, que se encontra após a ponte, sobre o rio.

## Turismo
Alvorada do Norte encontra-se no leito da BR-020, caminho natural para quem vai de carro do Centro-Oeste para o Nordeste do país.
Além disso, a cidade ganhou importância por estar no cruzamento de asfalto que interliga a Área de Proteção Ambiental das Nascentes do Rio Vermelho, Área de Proteção Ambiental da Serra Geral e o Parque Estadual de Terra Ronca, mais ao norte.
Alvorada do Norte está próxima ao maior parque espeleológico da América Latina, o Parque Estadual de Terra Ronca. A beleza das cavernas da região chega ao município vizinho de Mambaí, que possui mais de 107 cavernas catalogadas, incluindo a maior da América Latina, com 7 km de extensão. Além das cavernas, várias cachoeiras, corredeiras e trilhas caracterizam a região das duas cidades como boa para a prática de esporte de aventura. Um passeio por trilhas da Serra e dos rios pode ser uma ótima opção para as agências de turismo oferecerem aos visitantes. Os aventureiros agradecem, e a economia também.

### Festas do povo Paranã
Em Alvorada do Norte, a principal festa é da Padroeira, Nossa Senhora da Guia, que acontece sempre no terceiro domingo de setembro. Em Alvoradinha, a igreja Católica comemora a festa de São José no dia 1 de maio. Também existem folias, catiras e festas juninas.
No dia da Santa Luzia, comemorado em 13 de dezembro, os moradores colocam velas acessas nas janelas. A época de São João das fogueiras também é comemorada com muito foguetório.

### Festividades oficiais
Desde 2001 a prefeitura municipal de Alvorada do Norte realiza as festividades do carnaval de rua realizadas na Praia do Rio Corrente, atraindo foliões das cidades circunvizinhas e também das cidades de Goiânia, Brasília e Formosa.
Com a inauguração da Praia do Rio Corrente no ano de 2002 a festividade de aniversário da Emancipação Política e Administrativa de Alvorada do Norte é comemorada no mês de outubro, quando é realizado o carnaval fora de época, popularmente conhecido como Alvorada Folia. Essa festa vem atraindo milhares de pessoas de toda a região, tornando-se a principal festa oficial do município de Alvorada do Norte.